# 店埠河
店埠河，安徽省合肥市的一条河流，是南淝河最大的支流，因流经肥东县城店埠镇而得名。河流发源于肥东县元疃镇义和村，于撮镇三汊河口流入南淝河，全长59公里，流域面积593平方公里，上游建有众兴水库，沿河建有右岸公园与店埠河公园。